# Kimberley Vermeij
 Kimberley Vermeij (20 augustus 1987) is een Nederlands voetbalster die sinds seizoen 2012/13 speelt bij Ter Leede.

## Statistieken
| Seizoen | Club         | Land      | Competitie    | Wedstrijden | Doelpunten |
| ------- | ------------ | --------- | ------------- | ----------- | ---------- |
| 2008/09 | Ter Leede    | Nederland | Eerste klasse | 5           | 5          |
| 2008/09 | Ter Leede    | Nederland | Hoofdklasse   | 3           | 3          |
| 2009/10 | Ter Leede    | Nederland | Hoofdklasse   | 13          | 17         |
| 2009/10 | ADO Den Haag | Nederland | Eredivisie    | 1           | 0          |
| 2010/11 | ADO Den Haag | Nederland | Eredivisie    | 1           | 0          |
| 2011/12 | Ter Leede    | Nederland | Topklasse     | 5           | 6          |
| 2011/12 | ADO Den Haag | Nederland | Eredivisie    | 3           | 1          |